# Sozialistische Einheitspartei Westberlins
Die Sozialistische Einheitspartei Westberlins (SEW) war eine von der Sozialistischen Einheitspartei Deutschlands (SED) angeleitete und finanzierte sowie mit ihr und der Deutschen Kommunistischen Partei politisch eng verbundene kommunistische Partei in West-Berlin. Sie ging 1962 aus den Kreisorganisationen der SED in den zwölf westlichen Bezirken Berlins hervor. Ihre Mitgliederzahl schwankte zwischen 3.000 und (je nach Quelle) 8.000 bis 11.000. Die Wahlergebnisse der SED/SEW bei den Wahlen zum Abgeordnetenhaus von Berlin lagen zwischen 2,7 Prozent (1954) und 0,6 Prozent (1989).

## Geschichte

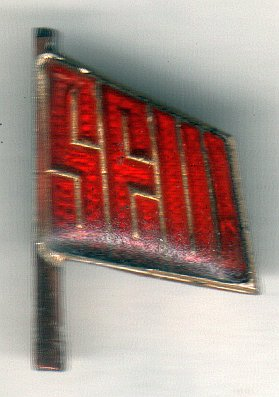
Abzeichen der SEW

In Groß-Berlin bildete sich am 11. Juni 1945 die Kommunistische Partei Deutschlands (KPD) neu, Vorsitzender der Berliner KPD wurde Waldemar Schmidt. In Groß-Berlin konnte die sowjetische Besatzungsmacht SMAD die Zwangsvereinigung von SPD und KPD zur SED in den drei Westsektoren nicht durchsetzen. In der SPD Berlin wurde dort stattdessen eine Mitgliederbefragung durchgeführt, bei der sich die Vereinigungsbefürworter in einer klaren Minderheit befanden. In Ost-Berlin unterband die SMAD diese Abstimmung. Entsprechend wurden im Ostsektor SPD und KPD zur SED verschmolzen. In den Westsektoren blieben die Parteien selbstständig, und die KPD Berlin benannte sich dort in SED um. Die Westalliierten weigerten sich, diese Umbenennung zu akzeptieren und forderten eine Wiederzulassung der SPD in Ostberlin. Ende Mai 1946 einigten sich die Vier Mächte, und die SED wurde unter diesem Namen auch in den Westsektoren zugelassen, im Gegenzug ließ die Sowjetische Militäradministration die SPD im sowjetischen Sektor wieder zu.
Der Bau der Berliner Mauer im Jahr 1961 hatte zur Folge, dass die SED-W nicht länger zur Parteiorganisation der SED gehören konnte. Die Partei nannte sich vom 12. November 1962 an bis 1969 SED Westberlin, von da an SEW.
Der von der Sowjetunion seit dem Chruschtschow-Ultimatum von 1958 vertretenen Drei-Staaten-Theorie waren auch die DDR und die dem Ostblock nahestehenden Parteien im Westen gefolgt. Deshalb hatte die 1968 in der Nachfolge der 1956 in Westdeutschland verbotenen KPD entstandene Deutsche Kommunistische Partei (DKP) keinen Landesverband in West-Berlin. Die SEW war damit aus der Sicht der SED und der DKP die kommunistische Partei in der „besonderen“ bzw. „selbständigen politischen Einheit Westberlin“.
Insgesamt war die SEW eine marxistisch-leninistische Partei und ihre Grundsätze entsprachen denen der SED und der DKP. Die SEW wurde seitens der SED als eine von drei existierenden, der Tradition Ernst Thälmanns verpflichteten, kommunistischen Partei auf deutschem Boden verstanden, die alle an derselben Front kämpften, wenn auch unter unterschiedlichen Bedingungen. Alle drei Parteien sahen sich als besonders eng zusammengehörig; in gewisser Weise waren sie eine Partei. Die SEW wurde während ihrer gesamten Existenz bis zur Wende und friedlichen Revolution in der DDR im Geheimen von der SED mit zuletzt jährlich 12 bis 15 Millionen DM finanziert, was die SEW allerdings stets bestritt. Gleiches gilt für die von der SEW herausgegebene Tageszeitung Die Wahrheit und das Theorie-Organ Konsequent. Die Parteiarbeit der SEW war teilweise mit der Deutschen Reichsbahn (DR) verflochten, denn die seit 1949 de facto als Staatsbahn der DDR fungierende DR hatte 1945 von den Westalliierten die Betriebsrechte für den Eisenbahnverkehr in West-Berlin erhalten. Aus diesem Grund gab es bei West-Berliner Reichsbahn-Dienststellen viele Betriebsgruppen der SEW. Die Abgeordnetenhauswahlen 1950 boykottierte die Partei, bei den späteren Wahlen wurde der Einzug in das Landesparlament jeweils deutlich verpasst. Insbesondere das Wahlergebnis 1975 war für die Partei wie auch für ihren damaligen Vorsitzenden Danelius eine herbe Niederlage, da die Bedingungen für die SEW zu diesem Zeitpunkt als sehr günstig eingeschätzt worden waren und mit einem deutlichen Stimmengewinn gerechnet worden war.
Die SEW hatte in den 1970er Jahren in der Gewerkschaft GEW, der IG Metall, der Friedensbewegung, der Chile-Bewegung, der Mieterbewegung und an einigen universitären Fachbereichen wie dem Psychologischen Institut der Freien Universität Berlin, im Theater- und Kultur-Betrieb zeitweise eine einflussreiche Stellung. Der Innensenator von West-Berlin reagierte mit der Regelanfrage beim Bundesamt für Verfassungsschutz, in deren Folge in den Jahren 1976 bis 1981 über 100 vermuteten oder tatsächlichen SEW-Mitgliedern (Absolventen der Pädagogischen und anderer Hochschulen) durch den Radikalenerlass wegen Verfassungsfeindlichkeit der Zugang zum Öffentlichen Dienst verwehrt wurde.

Partei-Flagge der SEW

Proteste von SEW-Mitgliedern gegen die Ausbürgerung von Wolf Biermann und die Verhaftung von Rudolf Bahro in der DDR wurden sofort unterdrückt. 1986 ordnete der Parteivorsitzende an, dass zur Nuklearkatastrophe von Tschernobyl in der Wahrheit keine Leserbriefe veröffentlicht werden durften.
Im Jahr 1980 schloss die Partei die Anführer einer vom Eurokommunismus inspirierten und nach der Biermann-Ausbürgerung zunächst weitgehend konspirativ arbeitenden marxistischen Reformströmung um das Zirkular Die Klarheit aus; zugleich verließen weitere Klarheit-Anhänger die Partei; zunächst gründeten die Dissidenten die „Sozialistische Initiative“ (SI), dann traten sie zum Teil der Alternativen Liste bei, unter ihnen Annette Schwarzenau (spätere Gesundheitsstadträtin für die AL), Hannelore May, Wolfgang Gukelberger und Edwin Massalsky. Dieser kandidierte später für Bündnis 90/Die Grünen für das Abgeordnetenhaus. Mit dem Ausschluss der so genannten Klarheit-Fraktion aus der SEW wurde eine Demokratisierung und Änderung der Strategie der Partei verhindert. Seit 1975 sank die Mitgliederzahl kontinuierlich. Auf seiner 16. Tagung im Juni 1989 verabschiedete der Parteivorstand mit knapper Mehrheit einen Beschluss, der die Niederschlagung der chinesischen Reformbewegung auf dem Tian’anmen-Platz kritisierte. Damit wich die SEW erstmals offiziell vom Kurs der SED ab. Auf die anschließend nach Ost-Berlin zitierte SEW-Spitze wurde dort von den SED-Funktionären Hermann Axen und Gunter Rettner Druck ausgeübt, dass eine Revidierung der „China-Erklärung“ stattzufinden habe. Auftragsgemäß legte das Büro der SEW auf der 13. Tagung des Vorstandes im Juli 1989 eine „mündliche Ergänzung“ vor, in der die Ereignisse in China wieder im Sinne der SED bewertet wurden. Hierdurch wuchs die Unzufriedenheit und die Desorientierung der Mitglieder der Partei.
Der Fall der Berliner Mauer im November 1989 hatte für die SEW den Niedergang und den finanziellen Ruin zur Folge. Die strenger Geheimhaltung unterliegende jährliche Finanzierung der Partei durch die SED in Millionenhöhe entfiel. Die Partei musste etwa 70 angestellte Mitarbeiter entlassen. Auf einem außerordentlichen Parteitag am 29. April 1990 benannte sie sich in Sozialistische Initiative (SI) um. Entsprechend einem Beschluss des ersten und letzten Parteitags der SI am 9./10. März 1991 löste sich die Partei zum 30. Juni 1991 auf. Die Wahrheit war bereits Ende November 1989 in Neue Zeitung umbenannt und diese im Dezember 1989 nach fünf Ausgaben eingestellt worden. Ein Teil der Mitglieder der SEW wechselte zur Partei des Demokratischen Sozialismus (PDS), unter ihnen Ernst Welters und Uwe Doering.

## Publikationen
Die Wahrheit war von 1955 bis 1989 die Tageszeitung der SEW bzw. ihrer Vorgängerorganisationen. Die Publikation Konsequent (Beiträge zur marxistisch-leninistischen Theorie und Praxis) erschien viermal im Jahr und war für Theorie der Partei zuständig.

## Jugendorganisation
Die Jugendorganisation der SEW hieß zunächst Freie Deutsche Jugend Westberlins (FDJW) und benannte sich im Mai 1980 in Sozialistischer Jugendverband Karl Liebknecht um. Der Jugendverband war formal eigenständig, bekannte sich aber zur Politik der SEW und wurde von der Partei auch inhaltlich angeleitet.

## Parteieinfluss an Hochschulen der Stadt
An den Universitäten existierte die (im Vergleich zum Jugendverband eigenständigere) Organisation Aktionsgemeinschaft von Demokraten und Sozialisten (ADS), die in den 1970er Jahren an den West-Berliner Hochschulen mit geschätzten 900–1200 Mitgliedern (Hochschullehrer, Mittelbau, Studierende) eine bedeutende Rolle spielte und als deren „Massenorganisation“ eng mit den zeitweise mehrere hundert Mitglieder umfassenden SEW-Hochschulgruppen an der Freien Universität Berlin (FU) und der Technischen Universität Berlin (TU), der Pädagogischen Hochschule (PH) sowie der Technischen Fachhochschule (TFH), der Kirchlichen Hochschule (KiHo), der Fachhochschule für Wirtschaft und Recht (FHW) und der Hochschule für Bildende Künste (HfBK) zusammenarbeitete.

## Wahlergebnisse bei den Berliner Abgeordnetenhauswahlen
| Jahr             | Stimmen (absolut) | Stimmen (relativ) |
| ---------------- | ----------------- | ----------------- |
| 1954 (als SED)   | 41.375            | 2,7 %             |
| 1958 (als SED)   | 31.572            | 2,0 %             |
| 1963 (als SED-W) | 20.929            | 1,3 %             |
| 1967 (als SED-W) | 29.925            | 2,1 %             |
| 1971             | 33.845            | 2,3 %             |
| 1975             | 25.105            | 1,8 %             |
| 1979             | 13.744            | 1,1 %             |
| 1981             | 08.176            | 0,6 %             |
| 1985             | 07.731            | 0,6 %             |
| 1989             | 06.875            | 0,6 %             |

## Vorsitzende
Von November 1962 bis zu seinem Tod 1978 war Gerhard Danelius Vorsitzender der SEW, sein Nachfolger war bis zu seinem Tod 1989 Horst Schmitt. Ihm folgte kurzzeitig Dietmar Ahrens.

## Bekannte Mitglieder
Siehe: Kategorie:SEW-Mitglied